# گروس کرامس
گروس کرامس (به آلمانی: Groß Krams) یک شهر در آلمان است که در لودویگسلوست-پارشیم واقع شده‌است. گروس کرامس ۲۰۱ نفر جمعیت دارد.